# باسل الأسد
باسل حافظ الأسد (23 مارس 1962 – 21 يناير 1994) كان مهندساً مدنياً ومظلياً وفارساً رياضياً، والابن البكر للرئيس السوري الأسبق حافظ الأسد، والأخ الأكبر للرئيس السابق بشار الأسد. كان من المُتوقع أن يخلف والده كرئيس لسوريا حتى وفاته في حادث سير عام 1994.

## نشأته وتعليمه
وُلد باسل الأسد في 23 مارس 1962. تدرب كمهندس مدني وحصل على الدكتوراه في العلوم العسكرية.

## مسيرته
تدرب على الهبوط بالمظلات، وتم تكليفه في القوات الخاصة ثم التحق بسلاح المدرعات بعدما التحق بالأكاديميات العسكرية السوفيتية، وقد أخذ باسل يترقى سريعًا فكان رائدًا ثم أصبح قائد لواء في الحرس الجمهوري.
بعدما تعافى والده حافظ الأسد من مرض خطير عام 1984، بدأ باسل يرافقه، وبرز في المشهد الوطني عام 1987 بعدما فاز بعدة ميداليات في الفروسية في بطولة إقليمية، وأخذت الصحافة السورية التابعة لحزب البعث تمجده، ووصفته بـ«الفارس الذهبي»، وذلك لبراعته في ركوب الخيل. اشتُهر باسل باهتمامه بالسيارات السريعة، وقد وصفه أصدقاؤه بأنه ذو شخصية كاريزمية قيادية. سُرعان ما تم تعيين باسل رئيسًا لجهاز الأمن الرئاسي، وبالإضافة إلى ذلك فقد دشّن الجمعية العلمية السورية للمعلوماتية عام 1989، والتي ترأسها لاحقا أخوه بشار الأسد.
في البداية، كان رفعت الأسد هو المُختار لخلافة حافظ الأسد. لكن عندما حاول رفعت الاستيلاء على السلطة عندما كان حافظ في غيبوبة عام 1984 تمت إزاحة رفعت، وبعد ذلك الحادث تمت تهيئة باسل لخلافة والده. في أوائل التسعينيات كثّف حافظ جهوده لجعل ابنه باسل الرئيس المُقبل لسوريا. بعد فوز حافظ بالانتخابات عام 1991 أصبح يُشار له علنًا باسم «أبو باسل». قُدّم باسل للقادة الأوروبيين والعرب، وكان صديقًا مُقربًا لأبناء ملك الأردن الحسين بن طلال كما أنه تعرف على ملك السعودية حينئذٍ فهد بن عبد العزيز.
كان لباسل درو بارز في الشأن اللُبناني، وكان معروفًا للقادة اللبنانيين على اختلاف طوائفهم. نظّم باسل جملة لمكافحة الفساد حظيت بتغطية إعلامية واسعة داخل الحكومة، وكثيرًا ما كان يرتدي الزي العسكري الكامل في الاستقبالات الرسمية للإشارة إلى تعهد الحكومة بالقوات المسلحة.
قارن مدير وكالة المخابرات المركزية السابق مايكل هايدن شخصية باسل بشخصية (سوني) في رواية العراب وقال أنه لا يوجد شك أن عائلة الأسد بجانب عائلة مخلوف المرتبطة معهم بأواصر الزواج والشراكة كانوا مشغولين بالجريمة وارتكاب أعمال قاسية بشكل بارز طالما كانوا في سدة الحكم في سوريا.

## حياته الشخصية
يُقال إن باسل كان يتحدث اللغة الفرنسية واللغة الروسية بطلاقة. بحسب برقيات أمريكية مُسربة، فإن باسل كانت له علاقة بالسيدة اللبنانية سهام عسيلي، والتي تزوجت لاحقًا من الصحفي والنائب اللبناني جبران غسان تويني.

## وفاته
في 21 يناير 1994، كان باسل الأسد يقود سيارته الفاخرة من نوع مرسيدس بنز بسرعة عالية (وفقًا للكاتب بول ثيرو، كان باسل يقود بسرعة 240 كيلو متر في الساعة وسط الضباب متجهًا إلى مطار دمشق الدولي ليستقل رحلة خاصة مستأجرة إلى فرانكفورت في ألمانيا في طريقه إلى عطلة تزلج في جبال الألب في الساعات الأولى من الصباح)، اصطدمت سيارته بحاجز وبسبب عدم ارتدائه حزام الأمان تُوفي على الفور. كان حافظ مخلوف برفقته وأُصيب بجروح استدعت نقله إلى المستشفى بعد الحادث، بينما نجا السائق الجالس في المقعد الخلفي دون إصابات.
نُقل جثمان باسل الأسد إلى مستشفى الأسد الجامعي ثم دُفن في القرداحة حيث دُفن لاحقًا جثمان والده أيضًا.

## الإرث
بعد وفاته، أُغلقت المتاجر والمدارس والمكاتب العامة في سوريا وعُلق بيع الكحول احترامًا له. وتم ترقيته من قبل الدولة إلى مكانة "شهيد الوطن، شهيد الأمة ورمز الشباب".
سُمي عدد كبير من الساحات والشوارع باسمه، كما سُمي المجمع الدولي للسباحة، والعديد من المستشفيات، والأندية الرياضية، وأكاديمية عسكرية باسمه. وسُمي مطار اللاذقية الدولي باسمه مطار باسل الأسد الدولي. وتُوجد تماثيل له في عدة مدن سورية. وحتى بعد وفاته، يظهر كثيراً على لوحات إعلانية مع والده وأخيه. كما كان له تمثال على ظهر حصان في حلب، حتى ديسمبر 2024 عندما أُسقط التمثال من قبل المعارضة. كما كان له تمثال في شتورة في لبنان.
في 17 نوفمبر 2020، اُفتتح متحف مخصص له في المدينة الرياضية باللاذقية.
أدى وفاة باسل الأسد إلى تولي شقيقه بشار الأسد، الذي كان حينها في مرحلة التدريب التخصصي في مجال طب العيون في لندن. أصبح بشار رئيسًا بعد وفاة والده في 10 يونيو 2000.